# Grand Prix de Fourmies féminin 2019
La 1re édition du Grand Prix de Fourmies féminin a eu lieu le 8 septembre 2019. La course fait partie du calendrier international féminin UCI 2019 en catégorie 1.2. Elle est remportée par la Vietnamienne Thi That Nguyen.

## Récit de course
Durant la course, Sara Poidevin et Nicola Juniper sont échappées. L'épreuve se conclut au sprint avec la victoire de Thi That Nguyen,.

## Classements

### Classement final
| \| Classement général \| Classement général \| Classement général \| Classement général \| Classement général \| \| Coureuse \| Coureuse \| Pays \| Équipe \| Temps \| \| ------------------ \| ------------------------- \| ------------------ \| ---------------------------------- \| ------------------ \| \| 1re \| Nguyễn Thị Thật \| Viêt Nam \| Lotto Soudal Ladies \| 3 h 08 min 17 s \| \| 2e \| Kaat Hannes \| Belgique \| Jos Feron Lady Force \| + 0 s \| \| 3e \| Pascale Jeuland-Tranchant \| France \| Doltcini-Van Eyck Sport \| + 0 s \| \| 4e \| Kelly Druyts \| Belgique \| Doltcini-Van Eyck Sport \| + 0 s \| \| 5e \| Melissa van Neck \| Tchéquie \| Bepink \| + 0 s \| \| 6e \| Sophie Almeida \| France \| DN Auvergne-Rhône Alpes \| + 0 s \| \| 7e \| Sarah Inghelbrecht \| Belgique \| Watersley International \| + 0 s \| \| 8e \| Danique Braam \| Pays-Bas \| Lotto Soudal Ladies \| + 0 s \| \| 9e \| Clara Copponi \| France \| FDJ-Nouvelle Aquitaine-Futuroscope \| + 0 s \| \| 10e \| Katia Ragusa \| Italie \| Bepink \| + 0 s \| |                           |          |                                    |                 |
| |                           |          |                                    |                 |
| |                           |          |                                    |                 |
| Classement général |                           |          |                                    |                 |
| Coureuse | Coureuse                  | Pays     | Équipe                             | Temps           |
| 1re | Nguyễn Thị Thật           | Viêt Nam | Lotto Soudal Ladies                | 3 h 08 min 17 s |
| 2e | Kaat Hannes               | Belgique | Jos Feron Lady Force               | + 0 s           |
| 3e | Pascale Jeuland-Tranchant | France   | Doltcini-Van Eyck Sport            | + 0 s           |
| 4e | Kelly Druyts              | Belgique | Doltcini-Van Eyck Sport            | + 0 s           |
| 5e | Melissa van Neck          | Tchéquie | Bepink                             | + 0 s           |
| 6e | Sophie Almeida            | France   | DN Auvergne-Rhône Alpes            | + 0 s           |
| 7e | Sarah Inghelbrecht        | Belgique | Watersley International            | + 0 s           |
| 8e | Danique Braam             | Pays-Bas | Lotto Soudal Ladies                | + 0 s           |
| 9e | Clara Copponi             | France   | FDJ-Nouvelle Aquitaine-Futuroscope | + 0 s           |
| 10e | Katia Ragusa              | Italie   | Bepink                             | + 0 s           |

### Points UCI
| Position           | 1er | 2e | 3e | 4e | 5e | 6e | 7e | 8e à 10e |
| Classement général | 40  | 30 | 25 | 20 | 15 | 10 | 5  | 3        |